# شادوفرس
شادوفرس (بالإنجليزية: Shadowverse)‏ هو مسلسل أنمي ياباني تلفزيوني مقتبس من لعبة الفيديو شادوفيرس [الإنجليزية]. الأنمي من إخراج كيتشيرو كاواغوتشي، ومن إنتاج استوديو زيكسيس، عرض الأنمي على تلفزيون طوكيو في 7 أبريل عام 2020 واستمر عرضه حتى 23 مارس عام 2021، وتكون من 48 حلقة.

## القصة
تدور أحداث القصة عن طالب عادي في المدرسة المتوسطة اسمه هيرو ريوغاساكي، الذي حصل على هاتف ذكي غامض مثبت به تطبيق لعبة الورق الرقمية الشهيرة شادوفرس. من خلال اللعبة يلتقي بأصدقاء جدد، ويشارك في البطولات.

## الشخصيات
هيرو ريوغاساكي (باليابانية: 竜ヶ崎ヒイロ، بالروماجي: Ryūgasaki Hīro)
أداء صوتي: غاكوتو كاجيوارا
لوكيا يونازوكي (باليابانية: 夜那月ルシア، بالروماجي: Yorunatsuki rusha)
أداء صوتي: جونيا إينوكي
ميموري أماميا (باليابانية: 天宮ミモリ، بالروماجي: Amamiya Mimori)
أداء صوتي: كايدي هوندو
كازوكي شيندو 進藤カズキ (ShindōKazuki )
أداء صوتي: هاياتو تايا
كاي إيجون (باليابانية: 伊集院カイ، بالروماجي: Ijūin Kai)
أداء صوتي: أتسومي تانيزاكي
أليس كوروباني (باليابانية: 黒羽アリス، بالروماجي: Kuroha Arisu)
أداء صوتي: يوي أوغورا
ماورا أبيرالد (باليابانية: マウラ・アベラルド، بالروماجي: Maura Aberarudo)
أداء صوتي: يويتشي إيغوتشي
ليون أوراش (باليابانية: レオン・オーランシュ، بالروماجي: reon ōranshu)
أداء صوتي: توشيوكي موريكاوا
مالغريت فالوا (باليابانية: マルグリット・ヴァロワ، بالروماجي: Maruguritto Vu~arowa)
أداء صوتي: ساتومي أكيساكا

## وصلات خارجية
- موقع الأنمي الرسمي باللغة اليابانية
- شادوفرس على موقع تلفزيون طوكيو باللغة اليابانية
- شادوفرس على موقع IMDb (الإنجليزية)
- شادوفرس على موقع قاعدة بيانات الفيلم (الإنجليزية)
- شادوفرس على موقع ANN anime (الإنجليزية)